# Selander (Schiffstyp)
Selander war ab dem 9. Jahrhundert ein byzantinischer Kriegsschifftyp. Er wurde entwickelt aus Dromone, Pamphile und Galee. Selander wurden meist von bis zu 26 Personen gerudert, verfügten aber auch über Mast und Segel. Dieser Schiffstyp blieb im Mittelmeer bis ins Mittelalter im Gebrauch und wurde während der Kreuzzüge von den italienischen Seestädten als Kriegs- und Transportschiff verwendet.